# Agricultura familiar
La agricultura familiar es una práctica de carácter agrícola que se caracteriza porque la mano de obra se compone de familias que buscan su propio auto-abastecimiento. Esta labor es muy común en poblaciones rurales aisladas del mundo urbano, que requieren satisfacer sus necesidades alimentarias cada día o generar ingresos a través de la producción de alimentos que suelen ser orgánicos y libres de agentes químicos.
De acuerdo a Javier Balsa 

La familia conforma un equipo de trabajo; en éstas unidades no se explota trabajo asalariado, y presentan una racionalidad particular propia de la conjunción de la integración entre unidad productiva y domestica el papel que juega en la dinámica productiva familiar la conservación del patrimonio familiar, y  la existencia de un proyecto de vida vinculado a la actividad agropecuaria y con un cierto modo de vida rural deseable
Javier Balsa

## Antecedentes

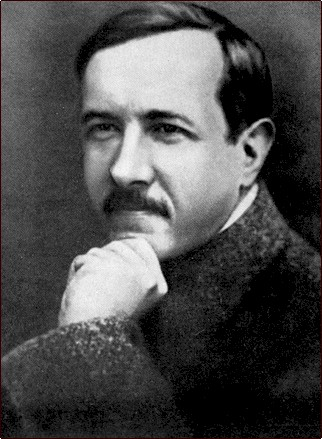
Aleksander Chayánov desarrollo la teoría de la "Unidad Económica Campesina", la cual adquirió importancia al momento de entender el concepto de agricultura familiar en el.

La agricultura familiar como concepto comienza a formarse a fines del siglo XIX e inicios del siglo XX, a raíz de la imagen que se desprendía del campesinado de Europa, que llegó a ser reconocido como una clase social con características propias que los distinguían dentro de la sociedad de aquel entonces. A comienzos del siglo XX el economista ruso Aleksandr Chayánov comienza a desarrollar la teoría de la “Unidad Económica Campesina”, donde logra describir de manera certera las motivaciones campesinas y las características de estas prácticas agrícolas, destacando que la agricultura familiar “no es típicamente capitalista, en tanto no se pueden determinar objetivamente los costos de producción por ausencia de la categoría de salarios. De esta manera, el retorno que obtiene un campesino luego de finalizado el año económico no puede ser conceptualizado como formando parte de algo que los empresarios capitalistas llaman ganancia” (Chayánov 1925).
A raíz de los trabajos de Chayánov la agricultura familiar fue edificándose socialmente como una práctica que a diferencia de la producción a grandes escalas encabezadas por empresas capitalistas, esta es principalmente de autoabastecimiento y abasto local o puede ser empleada como una fuente de ingresos para solventar necesidades básicas. Sin embargo con el desarrollo avasallador de la economía, la agricultura familiar ha cambiado muchas de sus directrices. Es así como en la actualidad podemos encontrar propietarios de tierras dedicadas a la producción que debido a la alta demanda de trabajo, estacional o permanente, se ven en la necesidad de contratar trabajadores que son remunerados debidamente por sus servicios. En el 2014 se estimaba que en América Latina la agricultura familiar incluía alrededor de 60 millones de personas, siendo así la principal fuente laboral de comunidades rurales.

## Características

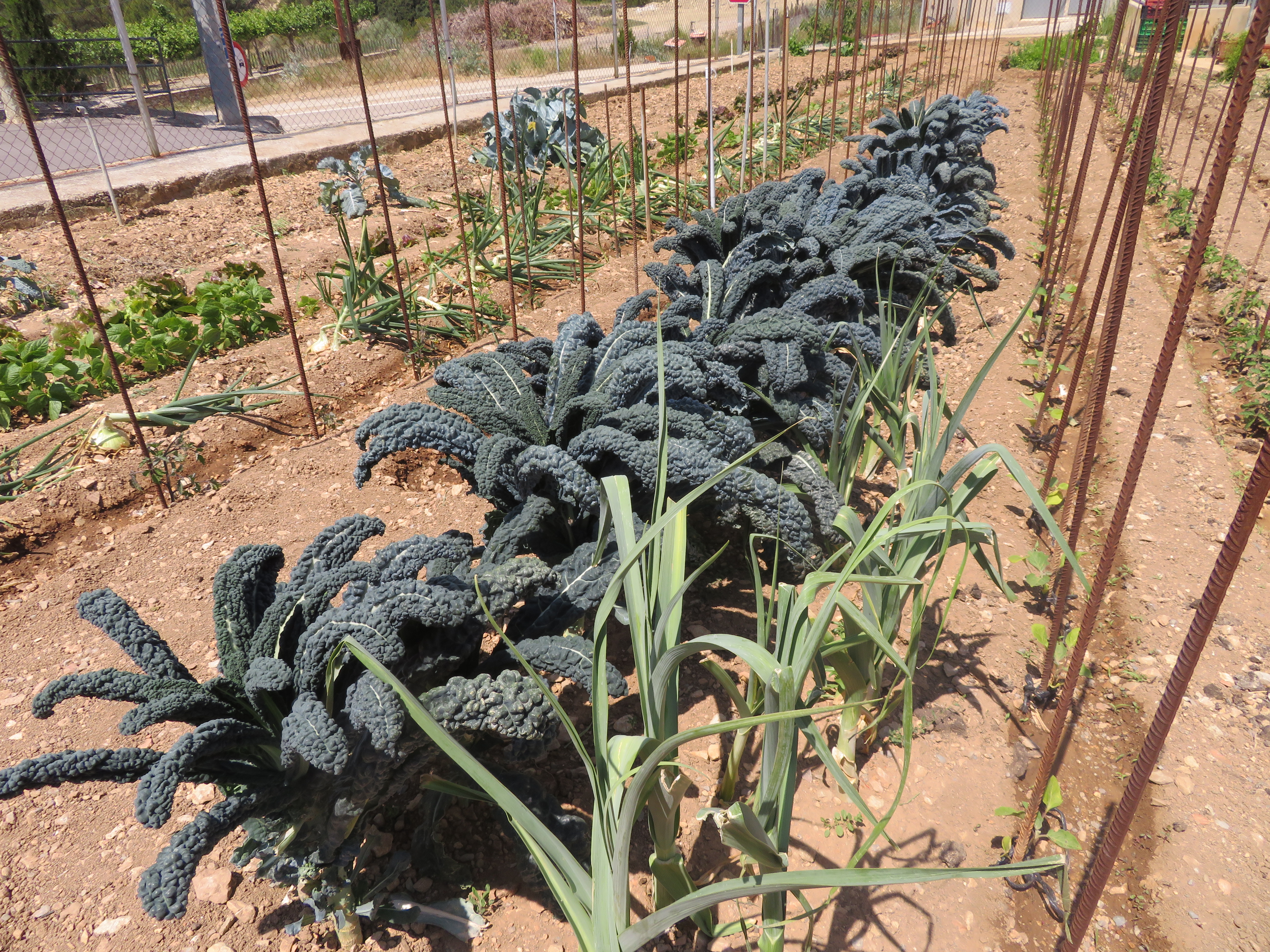
Agricultura familiar. Huerto familiar.

La agricultura familiar se caracteriza por ser la principal fuente laboral de espacios rurales en miles de regiones a nivel mundial, especialmente en América Latina y el Caribe, contribuyendo así a erradicar el hambre en sectores vulnerables que no tienen acceso al mundo urbano. 
En un estudio llevado a cabo basado en la economía de pequeños productores con datos de hogares de nueve países, Rapsomanikis (2015) elaboró su análisis con base en los principales factores de producción de la agricultura  familiar rural: trabajo, tierra y otros capitales (riego, maquinarias y ganado). El autor argumenta que en la agricultura familiar el trabajo es proporcionado principalmente por miembros de las familias, quienes usualmente usan mayor cantidad de mano de obra familiar que capital para producir alimentos. Este uso excesivo de la mano de obra familiar en las actividades agrícolas se debe principalmente a la falta de oportunidades laborales y a los bajos niveles de educación. Las mujeres son las más afectadas por esta situación, debido a que sus labores no se limitan a la producción agrícola, sino que también a tareas del hogar (no remuneradas), recolección de agua y leña de los bosques y a trabajos fuera de sus fincas.
Con respecto a la tierra, los pequeños agricultores generalmente organizan su tierra en pequeñas parcelas debido a que los costos de supervisión externa y control son elevados.
Oros factores de producción utilizados en la agricultura familiar son el riego, maquinarias y ganado. La importancia del riego se debe a que el acceso al agua es el factor determinante para aumentar los rendimientos y la productividad (pudiendo llegar a duplicarla). Asimismo, también reduce el riesgo de pérdidas no solo por minimizar los daños ocasionados por sequía, sino también porque permite diversificar la producción. Las maquinarias como tractores también podrían ser un factor determinante para aumentar la producción. Sin embargo, debido a su elevado costo, los productores prefieren combinar mano de obra familiar con animales para este fin. Por último, la tenencia de ganado también provee alimentos, permite diversificar la producción y obtener ingresos extra.
Por otro lado, la agricultura familiar suele incluir, más que prácticas agrícolas, actividades múltiples conformando granjas mixtas. Muchas veces también se encuentra asociada a actividades forestales, pesqueras, pastoriles, y acuícolas, entre otras.
Dentro de los aspectos sociales, la agricultura familiar suele valorarse positivamente, ya que se cree que el desarrollo de dichas prácticas fomenta un arraigo social y de inclusión en los trabajadores que realizan dichas labores, dado que sus trabajos pueden llegar a ser considerados parte importante en la economía del país.
Sin embargo, el desarrollo de esta disciplina requiere adaptación de los campesinos a una serie de condiciones agroecológicas y territoriales que no siempre son óptimas. También es preciso un correcto entorno normativo y de acceso a los mercados, a la tierra, recursos naturales, tecnología, servicios de extensión, del acceso a la financiación, las condiciones demográficas, económicas y socioculturales, e inclusive de la disponibilidad de educación especializada, para así instruir a los trabajadores agrícolas en el buen manejo de tierras destinadas a la producción y asegurar así la sustentabilidad y el uso correcto de los recursos naturales. Esto  permite a los agricultores enfocarse en mantener la conservación de sus tierras, sin llegar a generar un impacto mayor en los suelos fértiles.

## Agricultura Familiar Indígena: una caso de estudio en Costa Rica[7]
La agricultura familiar indígena en la vertiente del Pacífico de la Cordillera de Talamanca, dentro de la Reserva de Biosfera La Amistad en Costa Rica, desempeña un papel crucial en la conservación de la biodiversidad y la seguridad alimentaria. Un estudio reciente analizó las unidades agroproductivas en tres comunidades indígenas de la Reserva de Biosfera La Amistad, considerando aspectos biofísicos, socioeconómicos, de comercialización y de gobernanza. El análisis destacó la diversificación de los modelos de agricultura familiar, la dinámica de los circuitos de comercialización y el potencial asociativo de estas comunidades. Estos factores contribuyen al desarrollo regional, aunque enfrentan desafíos significativos, como las políticas agroproductivas gubernamentales que promueven un modelo exógeno basado en monocultivos industriales. Este enfoque ha generado impactos negativos, incluyendo la inestabilidad socioeconómica, la degradación ambiental y el empobrecimiento de los agropaisajes. A pesar de estas amenazas, las unidades de agricultura familiar indígena en la región han demostrado su capacidad para incorporar principios de sostenibilidad agroproductiva. Estas prácticas no solo fortalecen la seguridad y soberanía alimentaria de los habitantes locales, sino que también respaldan los objetivos de conservación de la Reserva de Biosfera La Amistad, destacándose como un modelo resiliente y fundamental para el equilibrio entre desarrollo humano y preservación ambiental.

## Limitaciones
La agricultura familiar en Latinoamérica carece aún de políticas públicas estables que respalden la inclusión de trabajadores ligados a estas prácticas, existiendo una serie de agricultores que no son apoyados ante desastres naturales como inundaciones, que terminan alterando generalmente las condiciones de los terrenos destinados a cultivos y perdiendo de esta manera su principal fuente de ingresos económicos. 
Por otro lado, hay carencia de educación especializada en los pequeños agricultores, esto hace referencia a que muchos trabajadores desconocen el correcto manejo de sus tierras, dado que no han sido instruidos previamente con técnicas agrícolas que les permitan obtener mayor cantidad de productos y de mejor calidad, teniendo como consecuencia un elevado número de pérdidas en la producción después de una temporada.
Además existe dificultad en los agricultores para insertarse en el mercado, dado que muchas veces se priorizan los productos importados desde el exterior. Al no existir una entidad reguladora que dé preferencia a los productos nacionales, existen muchos agricultores que se ven en la necesidad de estancar sus producciones, dejando a trabajadores desempleados y a familias sin sustento económico.
En el Mercosur se diseñaron políticas públicas para fomentar la agricultura familiar en un marco de desarrollo rural sostenible, y el uso del sello de agricultura familiar permite promover su comercialización y el consumo responsable. El Fondo de Agricultura Familiar del Mercosur financia programas y proyectos para estimular la agricultura familiar y permitir una amplia participación de los actores sociales en actividades relacionadas con el tema. 

Logo de la Organización de las Naciones Unidas para la Alimentación y la Agricultura, entidad importante en el desarrollo de la agricultura familiar en el mundo.

## Actualidad y enfoques hacia el futuro
En el año 2014 se declaró el Año Internacional de la Agricultura Familiar impulsado en la asamblea número 66 de las Organización de las Naciones Unidas para la Alimentación y la Agricultura, con la finalidad de reconocer a la agricultura familiar como un camino correcto para disminuir la hambruna en comunidades rurales, enfatizar sobre la importancia en el buen manejo de los recursos naturales y la protección del medio ambiente, y además poder hacer un hincapié en que los productos extraídos mediante esta práctica son fundamentales para generar una dieta equilibrada en la población. 
Por otro lado, uno de los principales objetivos de esta iniciativa fue la de poder establecer futuras políticas agrícolas, ambientales y sociales para posicionar a la agricultura familiar como una fuente laboral y de equidad, válida para generar recursos y fuentes laborales en los sectores rurales.